# Rudolf Menzer

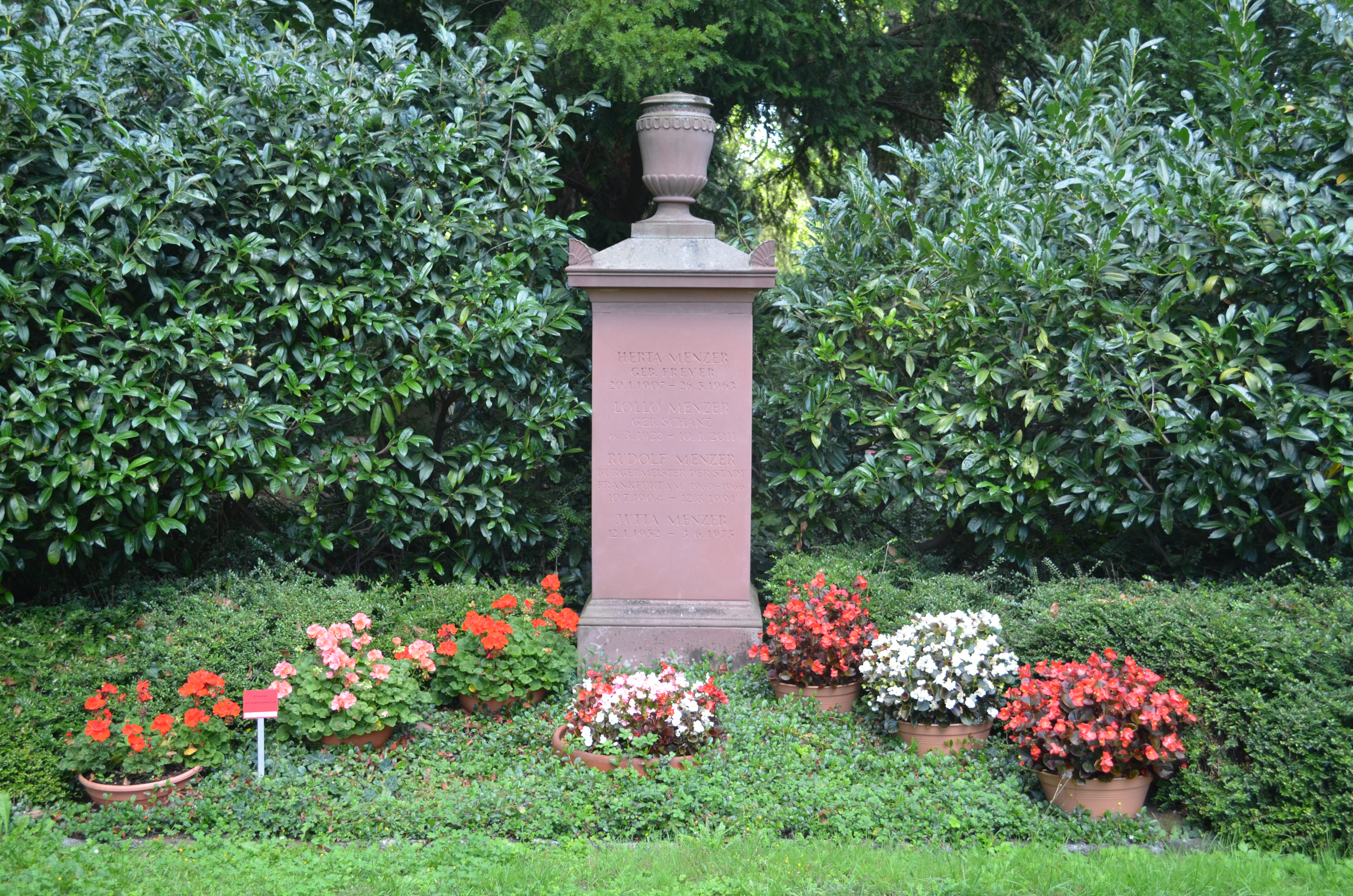
Ehrengrab von Rudolf Menzer auf dem Frankfurter Hauptfriedhof

Rudolf Menzer (* 10. Juli 1904 in Frankfurt am Main; † 12. August 1991 in Frankfurt am Main) war ein hessischer Politiker (SPD) und Abgeordneter des Hessischen Landtags.

## Ausbildung und Beruf
Rudolf Menzer machte nach der Volksschule eine Handwerkslehre. Danach besuchte er die Fachschule und bildete sich an Fachschulen und der Volkshochschule fort.

## Politik
Rudolf Menzer war vor 1933 Vorsitzender der Jungsozialisten und deren Vertreter im Vorstand der SPD Frankfurt am Main. 1933 bis 1945 konnte er nur illegal politisch tätig sein. 1945 beteiligte er sich an der Neugründung der SPD in Frankfurt am Main und Südhessen und war Mitglied des Bürgerrates der Stadt Frankfurt am Main und dort Sprecher der SPD-Gruppe.
Bei den Kommunalwahlen 1946 wurde er als Stadtverordneter gewählt. Seit Juli 1946 war er hauptamtlicher Stadtrat und Personaldezernent und von 1960 bis 1966 Bürgermeister der Stadt Frankfurt am Main. Sein Nachfolger als Bürgermeister wurde Wilhelm Fay (CDU).
Vom 1. Dezember 1966 bis zum 30. November 1970 war er Mitglied des Hessischen Landtags.

## Ehrungen
1954 erhielt Rudolf Menzer die Ehrenplakette der Stadt Frankfurt am Main. Die Rudolf-Menzer-Anlage in Frankfurt-Niederrad ist nach ihm benannt. Sein Grab auf dem Frankfurter Hauptfriedhof (Gewann D) ist ein Ehrengrab.